# Omgång 3–4 i kvalspelet till världsmästerskapet i fotboll 2022 (AFC)
Omgång 3–4 i kvalspelet till världsmästerskapet i fotboll 2022 (AFC) var den tredje och fjärde av fyra omgångar i AFC:s kvalspel till världsmästerskapet i fotboll 2022 i Qatar.

## Omgång 3

### Grupp A
| Nr | Lag                   | S  | V | O | F | GM | IM | MS  | P  |
| -- | --------------------- | -- | - | - | - | -- | -- | --- | -- |
| 1  | Iran                  | 10 | 8 | 1 | 1 | 15 | 4  | +11 | 25 |
| 2  | Sydkorea              | 10 | 7 | 2 | 1 | 13 | 3  | +10 | 23 |
| 3  | Förenade arabemiraten | 10 | 3 | 3 | 4 | 7  | 7  | 0   | 12 |
| 4  | Irak                  | 10 | 1 | 6 | 3 | 6  | 12 | −6  | 9  |
| 5  | Syrien                | 10 | 1 | 3 | 6 | 9  | 16 | −7  | 6  |
| 6  | Libanon               | 10 | 1 | 3 | 6 | 5  | 13 | −8  | 6  |

|             | 2 september 2021 | Sydkorea | 0 – 0   | Irak | Seoul World Cup Stadium                           |                                                   |
| 20:00 UTC+9 | 20:00 UTC+9      |          | Rapport |      | Seoul Publik: 0 Domare: Nawaf Shukralla (Bahrain) | Seoul Publik: 0 Domare: Nawaf Shukralla (Bahrain) |
| 20:00 UTC+9 | 20:00 UTC+9      |          |         |      | Seoul Publik: 0 Domare: Nawaf Shukralla (Bahrain) | Seoul Publik: 0 Domare: Nawaf Shukralla (Bahrain) |
| 20:00 UTC+9 | 20:00 UTC+9      |          |         |      | Seoul Publik: 0 Domare: Nawaf Shukralla (Bahrain) | Seoul Publik: 0 Domare: Nawaf Shukralla (Bahrain) |

|                | 2 september 2021 | Iran                    | 1 – 0           | Syrien | Azadi Stadium                                |                                              |
| 20:30 UTC+4:30 | 20:30 UTC+4:30   | Alireza Jahanbakhsh 56′ | (0 – 0) Rapport |        | Teheran Publik: 0 Domare: Ryuji Sato (Japan) | Teheran Publik: 0 Domare: Ryuji Sato (Japan) |
| 20:30 UTC+4:30 | 20:30 UTC+4:30   |                         |                 |        | Teheran Publik: 0 Domare: Ryuji Sato (Japan) | Teheran Publik: 0 Domare: Ryuji Sato (Japan) |
| 20:30 UTC+4:30 | 20:30 UTC+4:30   |                         |                 |        | Teheran Publik: 0 Domare: Ryuji Sato (Japan) | Teheran Publik: 0 Domare: Ryuji Sato (Japan) |

|             | 2 september 2021 | Förenade arabemiraten | 0 – 0   | Libanon | Zabeel Stadium                             |                                            |
| 20:45 UTC+4 | 20:45 UTC+4      |                       | Rapport |         | Dubai Publik: 1 513 Domare: Ma Ning (Kina) | Dubai Publik: 1 513 Domare: Ma Ning (Kina) |
| 20:45 UTC+4 | 20:45 UTC+4      |                       |         |         | Dubai Publik: 1 513 Domare: Ma Ning (Kina) | Dubai Publik: 1 513 Domare: Ma Ning (Kina) |
| 20:45 UTC+4 | 20:45 UTC+4      |                       |         |         | Dubai Publik: 1 513 Domare: Ma Ning (Kina) | Dubai Publik: 1 513 Domare: Ma Ning (Kina) |

|             | 7 september 2021 | Sydkorea            | 1 – 0           | Libanon | Suwon World Cup Stadium                    |                                            |
| 20:00 UTC+9 | 20:00 UTC+9      | Kwon Chang-hoon 59′ | (0 – 0) Rapport |         | Suwon Publik: 0 Domare: Ryuji Sato (Japan) | Suwon Publik: 0 Domare: Ryuji Sato (Japan) |
| 20:00 UTC+9 | 20:00 UTC+9      |                     |                 |         | Suwon Publik: 0 Domare: Ryuji Sato (Japan) | Suwon Publik: 0 Domare: Ryuji Sato (Japan) |
| 20:00 UTC+9 | 20:00 UTC+9      |                     |                 |         | Suwon Publik: 0 Domare: Ryuji Sato (Japan) | Suwon Publik: 0 Domare: Ryuji Sato (Japan) |

|             | 7 september 2021 | Syrien               | 1 – 1           | Förenade arabemiraten | Konung Abdullah II Stadium                                  |                                                             |
| 19:00 UTC+3 | 19:00 UTC+3      | Mahmoud Al Baher 64′ | (0 – 1) Rapport | 12′ Ali Mabkhout      | Amman (Jordanien) Publik: 2 370 Domare: Ahmed Al-Kaf (Oman) | Amman (Jordanien) Publik: 2 370 Domare: Ahmed Al-Kaf (Oman) |
| 19:00 UTC+3 | 19:00 UTC+3      |                      |                 |                       | Amman (Jordanien) Publik: 2 370 Domare: Ahmed Al-Kaf (Oman) | Amman (Jordanien) Publik: 2 370 Domare: Ahmed Al-Kaf (Oman) |
| 19:00 UTC+3 | 19:00 UTC+3      |                      |                 |                       | Amman (Jordanien) Publik: 2 370 Domare: Ahmed Al-Kaf (Oman) | Amman (Jordanien) Publik: 2 370 Domare: Ahmed Al-Kaf (Oman) |

|             | 7 september 2021 | Irak | 0 – 3           | Iran                                                       | Khalifa International Stadium                 |                                               |
| 21:00 UTC+3 | 21:00 UTC+3      |      | (0 – 1) Rapport | 3′ Alireza Jahanbakhsh 69′ Mehdi Taremi 90′ Ali Gholizadeh | Doha (Qatar) Publik: 0 Domare: Ma Ning (Kina) | Doha (Qatar) Publik: 0 Domare: Ma Ning (Kina) |
| 21:00 UTC+3 | 21:00 UTC+3      |      |                 |                                                            | Doha (Qatar) Publik: 0 Domare: Ma Ning (Kina) | Doha (Qatar) Publik: 0 Domare: Ma Ning (Kina) |
| 21:00 UTC+3 | 21:00 UTC+3      |      |                 |                                                            | Doha (Qatar) Publik: 0 Domare: Ma Ning (Kina) | Doha (Qatar) Publik: 0 Domare: Ma Ning (Kina) |

|             | 7 oktober 2021 | Sydkorea                            | 2 – 1           | Syrien           | Ansan Wa~ Stadium                                     |                                                       |
| 20:00 UTC+9 | 20:00 UTC+9    | Hwang In-beom 47′ Son Heung-min 88′ | (0 – 0) Rapport | 83′ Omar Kharbin | Ansan Publik: 0 Domare: Abdulrahman Al-Jassim (Qatar) | Ansan Publik: 0 Domare: Abdulrahman Al-Jassim (Qatar) |
| 20:00 UTC+9 | 20:00 UTC+9    |                                     |                 |                  | Ansan Publik: 0 Domare: Abdulrahman Al-Jassim (Qatar) | Ansan Publik: 0 Domare: Abdulrahman Al-Jassim (Qatar) |
| 20:00 UTC+9 | 20:00 UTC+9    |                                     |                 |                  | Ansan Publik: 0 Domare: Abdulrahman Al-Jassim (Qatar) | Ansan Publik: 0 Domare: Abdulrahman Al-Jassim (Qatar) |

|             | 7 oktober 2021 | Irak | 0 – 0   | Libanon | Khalifa International Stadium                                   |                                                                 |
| 17:30 UTC+3 | 17:30 UTC+3    |      | Rapport |         | Doha (Qatar) Publik: 0 Domare: Turki Al-Khudhayr (Saudiarabien) | Doha (Qatar) Publik: 0 Domare: Turki Al-Khudhayr (Saudiarabien) |
| 17:30 UTC+3 | 17:30 UTC+3    |      |         |         | Doha (Qatar) Publik: 0 Domare: Turki Al-Khudhayr (Saudiarabien) | Doha (Qatar) Publik: 0 Domare: Turki Al-Khudhayr (Saudiarabien) |
| 17:30 UTC+3 | 17:30 UTC+3    |      |         |         | Doha (Qatar) Publik: 0 Domare: Turki Al-Khudhayr (Saudiarabien) | Doha (Qatar) Publik: 0 Domare: Turki Al-Khudhayr (Saudiarabien) |

|             | 7 oktober 2021 | Förenade arabemiraten | 0 – 1           | Iran             | Zabeel Stadium                                       |                                                      |
| 20:45 UTC+4 | 20:45 UTC+4    |                       | (0 – 0) Rapport | 70′ Mehdi Taremi | Dubai Publik: 3 034 Domare: Chris Beath (Australien) | Dubai Publik: 3 034 Domare: Chris Beath (Australien) |
| 20:45 UTC+4 | 20:45 UTC+4    |                       |                 |                  | Dubai Publik: 3 034 Domare: Chris Beath (Australien) | Dubai Publik: 3 034 Domare: Chris Beath (Australien) |
| 20:45 UTC+4 | 20:45 UTC+4    |                       |                 |                  | Dubai Publik: 3 034 Domare: Chris Beath (Australien) | Dubai Publik: 3 034 Domare: Chris Beath (Australien) |

|                | 12 oktober 2021 | Iran                    | 1 – 1           | Sydkorea          | Azadi Stadium                                 |                                               |
| 17:00 UTC+3:30 | 17:00 UTC+3:30  | Alireza Jahanbakhsh 76′ | (0 – 0) Rapport | 48′ Son Heung-min | Teheran Publik: 0 Domare: Ahmed Al-Kaf (Oman) | Teheran Publik: 0 Domare: Ahmed Al-Kaf (Oman) |
| 17:00 UTC+3:30 | 17:00 UTC+3:30  |                         |                 |                   | Teheran Publik: 0 Domare: Ahmed Al-Kaf (Oman) | Teheran Publik: 0 Domare: Ahmed Al-Kaf (Oman) |
| 17:00 UTC+3:30 | 17:00 UTC+3:30  |                         |                 |                   | Teheran Publik: 0 Domare: Ahmed Al-Kaf (Oman) | Teheran Publik: 0 Domare: Ahmed Al-Kaf (Oman) |

|             | 12 oktober 2021 | Förenade arabemiraten                     | 2 – 2           | Irak                                           | Zabeel Stadium                                 |                                                |
| 20:45 UTC+4 | 20:45 UTC+4     | Caio Canedo Corrêa 34′ Ali Mabkhout 90+4′ | (1 – 0) Rapport | 74′ (sjm.) Mohammed Al-Attas 89′ Aymen Hussein | Dubai Publik: 2 820 Domare: Ryuji Sato (Japan) | Dubai Publik: 2 820 Domare: Ryuji Sato (Japan) |
| 20:45 UTC+4 | 20:45 UTC+4     |                                           |                 |                                                | Dubai Publik: 2 820 Domare: Ryuji Sato (Japan) | Dubai Publik: 2 820 Domare: Ryuji Sato (Japan) |
| 20:45 UTC+4 | 20:45 UTC+4     |                                           |                 |                                                | Dubai Publik: 2 820 Domare: Ryuji Sato (Japan) | Dubai Publik: 2 820 Domare: Ryuji Sato (Japan) |

|             | 12 oktober 2021 | Syrien                             | 2 – 3           | Libanon                                   | Konung Abdullah II Stadium                                       |                                                                  |
| 19:00 UTC+3 | 19:00 UTC+3     | Omar Kharbin 20′ Omar Al Somah 64′ | (1 – 2) Rapport | 45+1′, 45+3′ Mohamad Kdouh 53′ Soony Saad | Amman (Jordanien) Publik: 2 377 Domare: Chris Beath (Australien) | Amman (Jordanien) Publik: 2 377 Domare: Chris Beath (Australien) |
| 19:00 UTC+3 | 19:00 UTC+3     |                                    |                 |                                           | Amman (Jordanien) Publik: 2 377 Domare: Chris Beath (Australien) | Amman (Jordanien) Publik: 2 377 Domare: Chris Beath (Australien) |
| 19:00 UTC+3 | 19:00 UTC+3     |                                    |                 |                                           | Amman (Jordanien) Publik: 2 377 Domare: Chris Beath (Australien) | Amman (Jordanien) Publik: 2 377 Domare: Chris Beath (Australien) |

|             | 11 november 2021 | Sydkorea                  | 1 – 0           | Förenade arabemiraten | Goyang Stadium                               |                                              |
| 20:00 UTC+9 | 20:00 UTC+9      | Hwang Hee-chan 36′ (str.) | (1 – 0) Rapport |                       | Goyang Publik: 30 152 Domare: Ma Ning (Kina) | Goyang Publik: 30 152 Domare: Ma Ning (Kina) |
| 20:00 UTC+9 | 20:00 UTC+9      |                           |                 |                       | Goyang Publik: 30 152 Domare: Ma Ning (Kina) | Goyang Publik: 30 152 Domare: Ma Ning (Kina) |
| 20:00 UTC+9 | 20:00 UTC+9      |                           |                 |                       | Goyang Publik: 30 152 Domare: Ma Ning (Kina) | Goyang Publik: 30 152 Domare: Ma Ning (Kina) |

|             | 11 november 2021 | Libanon        | 1 – 2           | Iran                                       | Saida Municipal Stadium                              |                                                      |
| 14:00 UTC+2 | 14:00 UTC+2      | Soony Saad 37′ | (1 – 0) Rapport | 90+1′ Sardar Azmoun 90+5′ Ahmad Nourollahi | Sidon Publik: 0 Domare: Abdulrahman Al-Jassim (Oman) | Sidon Publik: 0 Domare: Abdulrahman Al-Jassim (Oman) |
| 14:00 UTC+2 | 14:00 UTC+2      |                |                 |                                            | Sidon Publik: 0 Domare: Abdulrahman Al-Jassim (Oman) | Sidon Publik: 0 Domare: Abdulrahman Al-Jassim (Oman) |
| 14:00 UTC+2 | 14:00 UTC+2      |                |                 |                                            | Sidon Publik: 0 Domare: Abdulrahman Al-Jassim (Oman) | Sidon Publik: 0 Domare: Abdulrahman Al-Jassim (Oman) |

|             | 11 november 2021 | Irak                      | 1 – 1           | Syrien            | Thani bin Jassim Stadium                                  |                                                           |
| 20:00 UTC+3 | 20:00 UTC+3      | Amir Al-Ammari 86′ (str.) | (0 – 0) Rapport | 79′ Omar Al Somah | Doha (Qatar) Publik: 50 Domare: Nawaf Shukralla (Bahrain) | Doha (Qatar) Publik: 50 Domare: Nawaf Shukralla (Bahrain) |
| 20:00 UTC+3 | 20:00 UTC+3      |                           |                 |                   | Doha (Qatar) Publik: 50 Domare: Nawaf Shukralla (Bahrain) | Doha (Qatar) Publik: 50 Domare: Nawaf Shukralla (Bahrain) |
| 20:00 UTC+3 | 20:00 UTC+3      |                           |                 |                   | Doha (Qatar) Publik: 50 Domare: Nawaf Shukralla (Bahrain) | Doha (Qatar) Publik: 50 Domare: Nawaf Shukralla (Bahrain) |

|             | 16 november 2021 | Irak | 0 – 3           | Sydkorea                                                      | Thani bin Jassim Stadium                                    |                                                             |
| 18:00 UTC+3 | 18:00 UTC+3      |      | (0 – 1) Rapport | 33′ Lee Jae-sung 74′ (str.) Son Heung-min 80′ Jeong Woo-yeong | Doha (Qatar) Publik: 0 Domare: Ilgiz Tantashev (Uzbekistan) | Doha (Qatar) Publik: 0 Domare: Ilgiz Tantashev (Uzbekistan) |
| 18:00 UTC+3 | 18:00 UTC+3      |      |                 |                                                               | Doha (Qatar) Publik: 0 Domare: Ilgiz Tantashev (Uzbekistan) | Doha (Qatar) Publik: 0 Domare: Ilgiz Tantashev (Uzbekistan) |
| 18:00 UTC+3 | 18:00 UTC+3      |      |                 |                                                               | Doha (Qatar) Publik: 0 Domare: Ilgiz Tantashev (Uzbekistan) | Doha (Qatar) Publik: 0 Domare: Ilgiz Tantashev (Uzbekistan) |

|             | 16 november 2021 | Syrien | 0 – 3           | Iran                                                          | Konung Abdullah II Stadium                           |                                                      |
| 18:00 UTC+2 | 18:00 UTC+2      |        | (0 – 2) Rapport | 33′ Sardar Azmoun 42′ (str.) Ehsan Hajsafi 89′ Ali Gholizadeh | Amman (Jordanien) Publik: 907 Domare: Ma Ning (Kina) | Amman (Jordanien) Publik: 907 Domare: Ma Ning (Kina) |
| 18:00 UTC+2 | 18:00 UTC+2      |        |                 |                                                               | Amman (Jordanien) Publik: 907 Domare: Ma Ning (Kina) | Amman (Jordanien) Publik: 907 Domare: Ma Ning (Kina) |
| 18:00 UTC+2 | 18:00 UTC+2      |        |                 |                                                               | Amman (Jordanien) Publik: 907 Domare: Ma Ning (Kina) | Amman (Jordanien) Publik: 907 Domare: Ma Ning (Kina) |

|             | 16 november 2021 | Libanon | 0 – 1           | Förenade arabemiraten   | Saida Municipal Stadium                |                                        |
| 14:00 UTC+2 | 14:00 UTC+2      |         | (0 – 0) Rapport | 85′ (str.) Ali Mabkhout | Sidon Domare: Shaun Evans (Australien) | Sidon Domare: Shaun Evans (Australien) |
| 14:00 UTC+2 | 14:00 UTC+2      |         |                 |                         | Sidon Domare: Shaun Evans (Australien) | Sidon Domare: Shaun Evans (Australien) |
| 14:00 UTC+2 | 14:00 UTC+2      |         |                 |                         | Sidon Domare: Shaun Evans (Australien) | Sidon Domare: Shaun Evans (Australien) |

|                | 27 januari 2022 | Iran             | 1 – 0           | Irak | Azadi Stadium                                         |                                                       |
| 18:00 UTC+3:30 | 18:00 UTC+3:30  | Mehdi Taremi 48′ | (0 – 0) Rapport |      | Tehran Publik: 9 354 Domare: Chris Beath (Australien) | Tehran Publik: 9 354 Domare: Chris Beath (Australien) |
| 18:00 UTC+3:30 | 18:00 UTC+3:30  |                  |                 |      | Tehran Publik: 9 354 Domare: Chris Beath (Australien) | Tehran Publik: 9 354 Domare: Chris Beath (Australien) |
| 18:00 UTC+3:30 | 18:00 UTC+3:30  |                  |                 |      | Tehran Publik: 9 354 Domare: Chris Beath (Australien) | Tehran Publik: 9 354 Domare: Chris Beath (Australien) |

|             | 27 januari 2022 | Libanon | 0 – 1           | Sydkorea           | Saida Municipal Stadium                         |                                                 |
| 14:00 UTC+2 | 14:00 UTC+2     |         | (0 – 1) Rapport | 45+1′ Cho Gue-sung | Sidon Publik: 5 400 Domare: Ahmed Al-Kaf (Oman) | Sidon Publik: 5 400 Domare: Ahmed Al-Kaf (Oman) |
| 14:00 UTC+2 | 14:00 UTC+2     |         |                 |                    | Sidon Publik: 5 400 Domare: Ahmed Al-Kaf (Oman) | Sidon Publik: 5 400 Domare: Ahmed Al-Kaf (Oman) |
| 14:00 UTC+2 | 14:00 UTC+2     |         |                 |                    | Sidon Publik: 5 400 Domare: Ahmed Al-Kaf (Oman) | Sidon Publik: 5 400 Domare: Ahmed Al-Kaf (Oman) |

|             | 27 januari 2022 | Förenade arabemiraten                        | 2 – 0           | Syrien | Al Maktoum Stadium                                       |                                                          |
| 19:00 UTC+4 | 19:00 UTC+4     | Caio Canedo Corrêa 43′ Yahya Al Ghassani 70′ | (1 – 0) Rapport |        | Dubai Publik: 2 450 Domare: Ilgiz Tantasjev (Uzbekistan) | Dubai Publik: 2 450 Domare: Ilgiz Tantasjev (Uzbekistan) |
| 19:00 UTC+4 | 19:00 UTC+4     |                                              |                 |        | Dubai Publik: 2 450 Domare: Ilgiz Tantasjev (Uzbekistan) | Dubai Publik: 2 450 Domare: Ilgiz Tantasjev (Uzbekistan) |
| 19:00 UTC+4 | 19:00 UTC+4     |                                              |                 |        | Dubai Publik: 2 450 Domare: Ilgiz Tantasjev (Uzbekistan) | Dubai Publik: 2 450 Domare: Ilgiz Tantasjev (Uzbekistan) |

|                | 1 februari 2022 | Iran             | 1 – 0           | Förenade arabemiraten | Azadi Stadium                                |                                              |
| 18:00 UTC+3:30 | 18:00 UTC+3:30  | Mehdi Taremi 44′ | (1 – 0) Rapport |                       | Tehran Publik: 0 Domare: Ahmed Al-Kaf (Oman) | Tehran Publik: 0 Domare: Ahmed Al-Kaf (Oman) |
| 18:00 UTC+3:30 | 18:00 UTC+3:30  |                  |                 |                       | Tehran Publik: 0 Domare: Ahmed Al-Kaf (Oman) | Tehran Publik: 0 Domare: Ahmed Al-Kaf (Oman) |
| 18:00 UTC+3:30 | 18:00 UTC+3:30  |                  |                 |                       | Tehran Publik: 0 Domare: Ahmed Al-Kaf (Oman) | Tehran Publik: 0 Domare: Ahmed Al-Kaf (Oman) |

|             | 1 februari 2022 | Syrien | 0 – 2           | Sydkorea                           | Rashid Stadium                                                            |                                                                           |
| 18:00 UTC+4 | 18:00 UTC+4     |        | (0 – 0) Rapport | 53′ Kim Jin-su 71′ Kwon Chang-hoon | Dubai (Förenade Arabemiraten) Publik: 310 Domare: Hiroyuki Kimura (Japan) | Dubai (Förenade Arabemiraten) Publik: 310 Domare: Hiroyuki Kimura (Japan) |
| 18:00 UTC+4 | 18:00 UTC+4     |        |                 |                                    | Dubai (Förenade Arabemiraten) Publik: 310 Domare: Hiroyuki Kimura (Japan) | Dubai (Förenade Arabemiraten) Publik: 310 Domare: Hiroyuki Kimura (Japan) |
| 18:00 UTC+4 | 18:00 UTC+4     |        |                 |                                    | Dubai (Förenade Arabemiraten) Publik: 310 Domare: Hiroyuki Kimura (Japan) | Dubai (Förenade Arabemiraten) Publik: 310 Domare: Hiroyuki Kimura (Japan) |

|             | 1 februari 2022 | Libanon           | 1 – 1           | Irak              | Saida Municipal Stadium                                 |                                                         |
| 14:00 UTC+2 | 14:00 UTC+2     | Maher Sabra 45+2′ | (1 – 1) Rapport | 39′ Aymen Hussein | Sidon Publik: 6 134 Domare: Adham Makhadmeh (Jordanien) | Sidon Publik: 6 134 Domare: Adham Makhadmeh (Jordanien) |
| 14:00 UTC+2 | 14:00 UTC+2     |                   |                 |                   | Sidon Publik: 6 134 Domare: Adham Makhadmeh (Jordanien) | Sidon Publik: 6 134 Domare: Adham Makhadmeh (Jordanien) |
| 14:00 UTC+2 | 14:00 UTC+2     |                   |                 |                   | Sidon Publik: 6 134 Domare: Adham Makhadmeh (Jordanien) | Sidon Publik: 6 134 Domare: Adham Makhadmeh (Jordanien) |

|             | 24 mars 2022 | Sydkorea                               | 2 – 0           | Iran | Seoul World Cup Stadium                               |                                                       |
| 20:00 UTC+9 | 20:00 UTC+9  | Son Heung-min 45+2′ Kim Young-gwon 62′ | (1 – 0) Rapport |      | Seoul Publik: 64 375 Domare: Chris Beath (Australien) | Seoul Publik: 64 375 Domare: Chris Beath (Australien) |
| 20:00 UTC+9 | 20:00 UTC+9  |                                        |                 |      | Seoul Publik: 64 375 Domare: Chris Beath (Australien) | Seoul Publik: 64 375 Domare: Chris Beath (Australien) |
| 20:00 UTC+9 | 20:00 UTC+9  |                                        |                 |      | Seoul Publik: 64 375 Domare: Chris Beath (Australien) | Seoul Publik: 64 375 Domare: Chris Beath (Australien) |

|             | 24 mars 2022 | Libanon | 0 – 3           | Syrien                                                               | Saida Municipal Stadium                     |                                             |
| 14:00 UTC+2 | 14:00 UTC+2  |         | (0 – 3) Rapport | 14′ Alaa Al Dali 38′ (str.) Mardik Mardikian 44′ Mohammad Al Marmour | Sidon Domare: Abdulrahman Al-Jassim (Qatar) | Sidon Domare: Abdulrahman Al-Jassim (Qatar) |
| 14:00 UTC+2 | 14:00 UTC+2  |         |                 |                                                                      | Sidon Domare: Abdulrahman Al-Jassim (Qatar) | Sidon Domare: Abdulrahman Al-Jassim (Qatar) |
| 14:00 UTC+2 | 14:00 UTC+2  |         |                 |                                                                      | Sidon Domare: Abdulrahman Al-Jassim (Qatar) | Sidon Domare: Abdulrahman Al-Jassim (Qatar) |

|             | 24 mars 2022 | Irak                     | 1 – 0           | Förenade arabemiraten | King Fahd International Stadium              |                                              |
| 20:00 UTC+3 | 20:00 UTC+3  | Hussein Ali Al-Saedi 53′ | (0 – 0) Rapport |                       | Riyadh (Saudiarabien) Domare: Ma Ning (Kina) | Riyadh (Saudiarabien) Domare: Ma Ning (Kina) |
| 20:00 UTC+3 | 20:00 UTC+3  |                          |                 |                       | Riyadh (Saudiarabien) Domare: Ma Ning (Kina) | Riyadh (Saudiarabien) Domare: Ma Ning (Kina) |
| 20:00 UTC+3 | 20:00 UTC+3  |                          |                 |                       | Riyadh (Saudiarabien) Domare: Ma Ning (Kina) | Riyadh (Saudiarabien) Domare: Ma Ning (Kina) |

|                | 29 mars 2022   | Iran                                      | 2 – 0           | Libanon | Imam Reza Stadium                             |                                               |
| 16:00 UTC+4:30 | 16:00 UTC+4:30 | Sardar Azmoun 35′ Alireza Jahanbakhsh 72′ | (1 – 0) Rapport |         | Mashhad Publik: 22 453 Domare: Fu Ming (Kina) | Mashhad Publik: 22 453 Domare: Fu Ming (Kina) |
| 16:00 UTC+4:30 | 16:00 UTC+4:30 |                                           |                 |         | Mashhad Publik: 22 453 Domare: Fu Ming (Kina) | Mashhad Publik: 22 453 Domare: Fu Ming (Kina) |
| 16:00 UTC+4:30 | 16:00 UTC+4:30 |                                           |                 |         | Mashhad Publik: 22 453 Domare: Fu Ming (Kina) | Mashhad Publik: 22 453 Domare: Fu Ming (Kina) |

|             | 29 mars 2022 | Förenade arabemiraten | 1 – 0           | Sydkorea | Al Maktoum Stadium                |                                   |
| 17:45 UTC+4 | 17:45 UTC+4  | Harib Al-Maazmi 54′   | (0 – 0) Rapport |          | Dubai Domare: Ahmed Al-Kaf (Oman) | Dubai Domare: Ahmed Al-Kaf (Oman) |
| 17:45 UTC+4 | 17:45 UTC+4  |                       |                 |          | Dubai Domare: Ahmed Al-Kaf (Oman) | Dubai Domare: Ahmed Al-Kaf (Oman) |
| 17:45 UTC+4 | 17:45 UTC+4  |                       |                 |          | Dubai Domare: Ahmed Al-Kaf (Oman) | Dubai Domare: Ahmed Al-Kaf (Oman) |

|             | 29 mars 2022 | Syrien          | 1 – 1           | Irak              | Rashid Stadium                                           |                                                          |
| 17:45 UTC+4 | 17:45 UTC+4  | Alaa Al Dali 3′ | (0 – 1) Rapport | 31′ Ayman Hussein | Dubai (Förenade Arabemiraten) Domare: Ryuji Sato (Japan) | Dubai (Förenade Arabemiraten) Domare: Ryuji Sato (Japan) |
| 17:45 UTC+4 | 17:45 UTC+4  |                 |                 |                   | Dubai (Förenade Arabemiraten) Domare: Ryuji Sato (Japan) | Dubai (Förenade Arabemiraten) Domare: Ryuji Sato (Japan) |
| 17:45 UTC+4 | 17:45 UTC+4  |                 |                 |                   | Dubai (Förenade Arabemiraten) Domare: Ryuji Sato (Japan) | Dubai (Förenade Arabemiraten) Domare: Ryuji Sato (Japan) |

### Grupp B
| Nr | Lag          | S  | V | O | F | GM | IM | MS  | P  |
| -- | ------------ | -- | - | - | - | -- | -- | --- | -- |
| 1  | Saudiarabien | 10 | 7 | 2 | 1 | 12 | 6  | +6  | 23 |
| 2  | Japan        | 10 | 7 | 1 | 2 | 12 | 4  | +8  | 22 |
| 3  | Australien   | 10 | 4 | 3 | 3 | 15 | 9  | +6  | 15 |
| 4  | Oman         | 10 | 4 | 2 | 4 | 10 | 10 | 0   | 14 |
| 5  | Kina         | 10 | 1 | 3 | 6 | 9  | 19 | −10 | 6  |
| 6  | Vietnam      | 10 | 1 | 1 | 8 | 8  | 19 | −11 | 4  |

|             | 2 september 2021 | Japan | 0 – 1           | Oman               | Suita City Stadium                                                                  |                                                                                     |
| 19:15 UTC+9 | 19:15 UTC+9      |       | (0 – 0) Rapport | 88′ Issam Al Sabhi | Suita Publik: 4 853 Domare: Mohammed Abdulla Hassan Mohamed (Förenade arabemiraten) | Suita Publik: 4 853 Domare: Mohammed Abdulla Hassan Mohamed (Förenade arabemiraten) |
| 19:15 UTC+9 | 19:15 UTC+9      |       |                 |                    | Suita Publik: 4 853 Domare: Mohammed Abdulla Hassan Mohamed (Förenade arabemiraten) | Suita Publik: 4 853 Domare: Mohammed Abdulla Hassan Mohamed (Förenade arabemiraten) |
| 19:15 UTC+9 | 19:15 UTC+9      |       |                 |                    | Suita Publik: 4 853 Domare: Mohammed Abdulla Hassan Mohamed (Förenade arabemiraten) | Suita Publik: 4 853 Domare: Mohammed Abdulla Hassan Mohamed (Förenade arabemiraten) |

|             | 2 september 2021 | Australien                                        | 3 – 0           | Kina | Khalifa International Stadium                          |                                                        |
| 21:00 UTC+3 | 21:00 UTC+3      | Awer Mabil 24′ Martin Boyle 26′ Mitchell Duke 70′ | (2 – 0) Rapport |      | Doha (Qatar) Publik: 0 Domare: Ko Hyung-jin (Sydkorea) | Doha (Qatar) Publik: 0 Domare: Ko Hyung-jin (Sydkorea) |
| 21:00 UTC+3 | 21:00 UTC+3      |                                                   |                 |      | Doha (Qatar) Publik: 0 Domare: Ko Hyung-jin (Sydkorea) | Doha (Qatar) Publik: 0 Domare: Ko Hyung-jin (Sydkorea) |
| 21:00 UTC+3 | 21:00 UTC+3      |                                                   |                 |      | Doha (Qatar) Publik: 0 Domare: Ko Hyung-jin (Sydkorea) | Doha (Qatar) Publik: 0 Domare: Ko Hyung-jin (Sydkorea) |

|             | 2 september 2021 | Saudiarabien                                                                  | 3 – 1           | Vietnam             | Mrsool Park                                               |                                                           |
| 21:00 UTC+3 | 21:00 UTC+3      | Salem Al-Dawsari 55′ (str.) Yasser Al-Shahrani 67′ Saleh Al-Shehri 80′ (str.) | (0 – 1) Rapport | 3′ Nguyễn Quang Hải | Riyadh Publik: 8 331 Domare: Ilgiz Tantashev (Uzbekistan) | Riyadh Publik: 8 331 Domare: Ilgiz Tantashev (Uzbekistan) |
| 21:00 UTC+3 | 21:00 UTC+3      |                                                                               |                 |                     | Riyadh Publik: 8 331 Domare: Ilgiz Tantashev (Uzbekistan) | Riyadh Publik: 8 331 Domare: Ilgiz Tantashev (Uzbekistan) |
| 21:00 UTC+3 | 21:00 UTC+3      |                                                                               |                 |                     | Riyadh Publik: 8 331 Domare: Ilgiz Tantashev (Uzbekistan) | Riyadh Publik: 8 331 Domare: Ilgiz Tantashev (Uzbekistan) |

|             | 7 september 2021 | Vietnam | 0 – 1           | Australien      | Mỹ Đình National Stadium                              |                                                       |
| 19:00 UTC+7 | 19:00 UTC+7      |         | (0 – 1) Rapport | 43′ Rhyan Grant | Hanoi Publik: 0 Domare: Abdulrahman Al-Jassim (Qatar) | Hanoi Publik: 0 Domare: Abdulrahman Al-Jassim (Qatar) |
| 19:00 UTC+7 | 19:00 UTC+7      |         |                 |                 | Hanoi Publik: 0 Domare: Abdulrahman Al-Jassim (Qatar) | Hanoi Publik: 0 Domare: Abdulrahman Al-Jassim (Qatar) |
| 19:00 UTC+7 | 19:00 UTC+7      |         |                 |                 | Hanoi Publik: 0 Domare: Abdulrahman Al-Jassim (Qatar) | Hanoi Publik: 0 Domare: Abdulrahman Al-Jassim (Qatar) |

|             | 7 september 2021 | Kina | 0 – 1           | Japan          | Khalifa International Stadium                            |                                                          |
| 18:00 UTC+3 | 18:00 UTC+3      |      | (0 – 1) Rapport | 40′ Yuya Osako | Doha (Qatar) Publik: 0 Domare: Nawaf Shukralla (Bahrain) | Doha (Qatar) Publik: 0 Domare: Nawaf Shukralla (Bahrain) |
| 18:00 UTC+3 | 18:00 UTC+3      |      |                 |                | Doha (Qatar) Publik: 0 Domare: Nawaf Shukralla (Bahrain) | Doha (Qatar) Publik: 0 Domare: Nawaf Shukralla (Bahrain) |
| 18:00 UTC+3 | 18:00 UTC+3      |      |                 |                | Doha (Qatar) Publik: 0 Domare: Nawaf Shukralla (Bahrain) | Doha (Qatar) Publik: 0 Domare: Nawaf Shukralla (Bahrain) |

|             | 7 september 2021 | Oman | 0 – 1           | Saudiarabien        | Sultan Qaboos Sports Complex                       |                                                    |
| 20:00 UTC+4 | 20:00 UTC+4      |      | (0 – 1) Rapport | 42′ Saleh Al-Shehri | Muskat Publik: 8 150 Domare: Hanna Hattab (Syrien) | Muskat Publik: 8 150 Domare: Hanna Hattab (Syrien) |
| 20:00 UTC+4 | 20:00 UTC+4      |      |                 |                     | Muskat Publik: 8 150 Domare: Hanna Hattab (Syrien) | Muskat Publik: 8 150 Domare: Hanna Hattab (Syrien) |
| 20:00 UTC+4 | 20:00 UTC+4      |      |                 |                     | Muskat Publik: 8 150 Domare: Hanna Hattab (Syrien) | Muskat Publik: 8 150 Domare: Hanna Hattab (Syrien) |

|             | 7 oktober 2021 | Saudiarabien          | 1 – 0           | Japan | Konung Abdullah Sports City                               |                                                           |
| 20:00 UTC+3 | 20:00 UTC+3    | Firas al-Buraikan 71′ | (0 – 0) Rapport |       | Jeddah Publik: 51 218 Domare: Adham Makhadmeh (Jordanien) | Jeddah Publik: 51 218 Domare: Adham Makhadmeh (Jordanien) |
| 20:00 UTC+3 | 20:00 UTC+3    |                       |                 |       | Jeddah Publik: 51 218 Domare: Adham Makhadmeh (Jordanien) | Jeddah Publik: 51 218 Domare: Adham Makhadmeh (Jordanien) |
| 20:00 UTC+3 | 20:00 UTC+3    |                       |                 |       | Jeddah Publik: 51 218 Domare: Adham Makhadmeh (Jordanien) | Jeddah Publik: 51 218 Domare: Adham Makhadmeh (Jordanien) |

|             | 7 oktober 2021 | Kina                               | 3 – 2           | Vietnam                             | Sharjah Stadium                                                                                           | |
| 21:00 UTC+4 | 21:00 UTC+4    | Zhang Yuning 53′ Wu Lei 75′, 90+5′ | (0 – 0) Rapport | 80′ Hồ Tấn Tài 90′ Nguyễn Tiến Linh | Sharjah (Förenade Arabemiraten) Publik: 0 Domare: Mohammed Abdulla Hassan Mohamed (Förenade arabemiraten) | Sharjah (Förenade Arabemiraten) Publik: 0 Domare: Mohammed Abdulla Hassan Mohamed (Förenade arabemiraten) |
| 21:00 UTC+4 | 21:00 UTC+4    |                                    |                 |                                     | Sharjah (Förenade Arabemiraten) Publik: 0 Domare: Mohammed Abdulla Hassan Mohamed (Förenade arabemiraten) | Sharjah (Förenade Arabemiraten) Publik: 0 Domare: Mohammed Abdulla Hassan Mohamed (Förenade arabemiraten) |
| 21:00 UTC+4 | 21:00 UTC+4    |                                    |                 |                                     | Sharjah (Förenade Arabemiraten) Publik: 0 Domare: Mohammed Abdulla Hassan Mohamed (Förenade arabemiraten) | Sharjah (Förenade Arabemiraten) Publik: 0 Domare: Mohammed Abdulla Hassan Mohamed (Förenade arabemiraten) |

|             | 7 oktober 2021 | Australien                                       | 3 – 1   | Oman               | Khalifa International Stadium                            |                                                          |
| 21:30 UTC+3 | 21:30 UTC+3    | Awer Mabil 9′ Martin Boyle 49′ Mitchell Duke 89′ | Rapport | 28′ Rabia Al-Alawi | Doha (Qatar) Publik: 0 Domare: Nawaf Shukralla (Bahrain) | Doha (Qatar) Publik: 0 Domare: Nawaf Shukralla (Bahrain) |
| 21:30 UTC+3 | 21:30 UTC+3    |                                                  |         |                    | Doha (Qatar) Publik: 0 Domare: Nawaf Shukralla (Bahrain) | Doha (Qatar) Publik: 0 Domare: Nawaf Shukralla (Bahrain) |
| 21:30 UTC+3 | 21:30 UTC+3    |                                                  |         |                    | Doha (Qatar) Publik: 0 Domare: Nawaf Shukralla (Bahrain) | Doha (Qatar) Publik: 0 Domare: Nawaf Shukralla (Bahrain) |

|             | 12 oktober 2021 | Japan                               | 2 – 1           | Australien        | Saitama Stadium 2002                                         |                                                              |
| 19:14 UTC+9 | 19:14 UTC+9     | Ao Tanaka 8′ Aziz Behich 85′ (sjm.) | (1 – 0) Rapport | 70′ Ajdin Hrustic | Saitama Publik: 14 437 Domare: Abdulrahman Al-Jassim (Qatar) | Saitama Publik: 14 437 Domare: Abdulrahman Al-Jassim (Qatar) |
| 19:14 UTC+9 | 19:14 UTC+9     |                                     |                 |                   | Saitama Publik: 14 437 Domare: Abdulrahman Al-Jassim (Qatar) | Saitama Publik: 14 437 Domare: Abdulrahman Al-Jassim (Qatar) |
| 19:14 UTC+9 | 19:14 UTC+9     |                                     |                 |                   | Saitama Publik: 14 437 Domare: Abdulrahman Al-Jassim (Qatar) | Saitama Publik: 14 437 Domare: Abdulrahman Al-Jassim (Qatar) |

|             | 12 oktober 2021 | Oman                                                                   | 3 – 1         | Vietnam              | Sultan Qaboos Sports Complex                             |                                                          |
| 20:00 UTC+4 | 20:00 UTC+4     | Issam Al Sabhi 45+1′ Mohsin Al-Khaldi 49′ Salaah Al-Yahyaei 63′ (str.) | (2–1) Rapport | 39′ Nguyễn Tiến Linh | Muskat Publik: 9 123 Domare: Adham Makhadmeh (Jordanien) | Muskat Publik: 9 123 Domare: Adham Makhadmeh (Jordanien) |
| 20:00 UTC+4 | 20:00 UTC+4     |                                                                        |               |                      | Muskat Publik: 9 123 Domare: Adham Makhadmeh (Jordanien) | Muskat Publik: 9 123 Domare: Adham Makhadmeh (Jordanien) |
| 20:00 UTC+4 | 20:00 UTC+4     |                                                                        |               |                      | Muskat Publik: 9 123 Domare: Adham Makhadmeh (Jordanien) | Muskat Publik: 9 123 Domare: Adham Makhadmeh (Jordanien) |

|             | 12 oktober 2021 | Saudiarabien                                 | 3 – 2           | Kina                                       | Konung Abdullah Sports City |                       |
| 20:00 UTC+3 | 20:00 UTC+3     | Sami Al-Najei 15′, 38′ Firas al-Buraikan 72′ | (2 – 0) Rapport | 46′ Aloísio dos Santos Gonçalves 87′ Wu Xi | Jeddah Publik: 54 124       | Jeddah Publik: 54 124 |
| 20:00 UTC+3 | 20:00 UTC+3     |                                              |                 |                                            | Jeddah Publik: 54 124       | Jeddah Publik: 54 124 |
| 20:00 UTC+3 | 20:00 UTC+3     |                                              |                 |                                            | Jeddah Publik: 54 124       | Jeddah Publik: 54 124 |

|              | 11 november 2021 | Australien | 0 – 0   | Saudiarabien | Western Sydney Stadium                                |                                                       |
| 20:05 UTC+11 | 20:05 UTC+11     |            | Rapport |              | Sydney Publik: 23 314 Domare: Ko Hyung-jin (Sydkorea) | Sydney Publik: 23 314 Domare: Ko Hyung-jin (Sydkorea) |
| 20:05 UTC+11 | 20:05 UTC+11     |            |         |              | Sydney Publik: 23 314 Domare: Ko Hyung-jin (Sydkorea) | Sydney Publik: 23 314 Domare: Ko Hyung-jin (Sydkorea) |
| 20:05 UTC+11 | 20:05 UTC+11     |            |         |              | Sydney Publik: 23 314 Domare: Ko Hyung-jin (Sydkorea) | Sydney Publik: 23 314 Domare: Ko Hyung-jin (Sydkorea) |

|             | 11 november 2021 | Vietnam | 0 – 1           | Japan         | Mỹ Đình National Stadium                                                             |                                                                                      |
| 19:00 UTC+7 | 19:00 UTC+7      |         | (0 – 1) Rapport | 17′ Junya Ito | Hanoi Publik: 11 022 Domare: Mohammed Abdulla Hassan Mohamed (Förenade arabemiraten) | Hanoi Publik: 11 022 Domare: Mohammed Abdulla Hassan Mohamed (Förenade arabemiraten) |
| 19:00 UTC+7 | 19:00 UTC+7      |         |                 |               | Hanoi Publik: 11 022 Domare: Mohammed Abdulla Hassan Mohamed (Förenade arabemiraten) | Hanoi Publik: 11 022 Domare: Mohammed Abdulla Hassan Mohamed (Förenade arabemiraten) |
| 19:00 UTC+7 | 19:00 UTC+7      |         |                 |               | Hanoi Publik: 11 022 Domare: Mohammed Abdulla Hassan Mohamed (Förenade arabemiraten) | Hanoi Publik: 11 022 Domare: Mohammed Abdulla Hassan Mohamed (Förenade arabemiraten) |

|             | 11 november 2021 | Kina       | 1 – 1           | Oman                | Sharjah Stadium                                                                   |                                                                                   |
| 19:00 UTC+4 | 19:00 UTC+4      | Wu Lei 21′ | (1 – 0) Rapport | 75′ Amjad Al-Harthi | Sharjah (Förenade Arabemiraten) Publik: 1 700 Domare: Sivakorn Pu-udom (Thailand) | Sharjah (Förenade Arabemiraten) Publik: 1 700 Domare: Sivakorn Pu-udom (Thailand) |
| 19:00 UTC+4 | 19:00 UTC+4      |            |                 |                     | Sharjah (Förenade Arabemiraten) Publik: 1 700 Domare: Sivakorn Pu-udom (Thailand) | Sharjah (Förenade Arabemiraten) Publik: 1 700 Domare: Sivakorn Pu-udom (Thailand) |
| 19:00 UTC+4 | 19:00 UTC+4      |            |                 |                     | Sharjah (Förenade Arabemiraten) Publik: 1 700 Domare: Sivakorn Pu-udom (Thailand) | Sharjah (Förenade Arabemiraten) Publik: 1 700 Domare: Sivakorn Pu-udom (Thailand) |

|             | 16 november 2021 | Kina              | 1 – 1           | Australien        | Sharjah Stadium                                                                   |                                                                                   |
| 19:00 UTC+4 | 19:00 UTC+4      | Wu Lei 71′ (str.) | (0 – 1) Rapport | 38′ Mitchell Duke | Sharjah (Förenade Arabemiraten) Publik: 1 050 Domare: Adham Makhadmeh (Jordanien) | Sharjah (Förenade Arabemiraten) Publik: 1 050 Domare: Adham Makhadmeh (Jordanien) |
| 19:00 UTC+4 | 19:00 UTC+4      |                   |                 |                   | Sharjah (Förenade Arabemiraten) Publik: 1 050 Domare: Adham Makhadmeh (Jordanien) | Sharjah (Förenade Arabemiraten) Publik: 1 050 Domare: Adham Makhadmeh (Jordanien) |
| 19:00 UTC+4 | 19:00 UTC+4      |                   |                 |                   | Sharjah (Förenade Arabemiraten) Publik: 1 050 Domare: Adham Makhadmeh (Jordanien) | Sharjah (Förenade Arabemiraten) Publik: 1 050 Domare: Adham Makhadmeh (Jordanien) |

|             | 16 november 2021 | Oman | 0 – 1           | Japan         | Sultan Qaboos Sports Complex                          |                                                       |
| 20:00 UTC+4 | 20:00 UTC+4      |      | (0 – 0) Rapport | 81′ Junya Ito | Muskat Publik: 14 123 Domare: Ko Hyung-jin (Sydkorea) | Muskat Publik: 14 123 Domare: Ko Hyung-jin (Sydkorea) |
| 20:00 UTC+4 | 20:00 UTC+4      |      |                 |               | Muskat Publik: 14 123 Domare: Ko Hyung-jin (Sydkorea) | Muskat Publik: 14 123 Domare: Ko Hyung-jin (Sydkorea) |
| 20:00 UTC+4 | 20:00 UTC+4      |      |                 |               | Muskat Publik: 14 123 Domare: Ko Hyung-jin (Sydkorea) | Muskat Publik: 14 123 Domare: Ko Hyung-jin (Sydkorea) |

|             | 16 november 2021 | Vietnam | 0 – 1           | Saudiarabien        | Mỹ Đình National Stadium                          |                                                   |
| 19:00 UTC+7 | 19:00 UTC+7      |         | (0 – 1) Rapport | 31′ Saleh Al-Shehri | Hanoi Publik: 9 669 Domare: Hanna Hattab (Syrien) | Hanoi Publik: 9 669 Domare: Hanna Hattab (Syrien) |
| 19:00 UTC+7 | 19:00 UTC+7      |         |                 |                     | Hanoi Publik: 9 669 Domare: Hanna Hattab (Syrien) | Hanoi Publik: 9 669 Domare: Hanna Hattab (Syrien) |
| 19:00 UTC+7 | 19:00 UTC+7      |         |                 |                     | Hanoi Publik: 9 669 Domare: Hanna Hattab (Syrien) | Hanoi Publik: 9 669 Domare: Hanna Hattab (Syrien) |

|             | 27 januari 2022 | Japan                               | 2 – 0           | Kina | Saitama Stadium 2002                                         |                                                              |
| 19:00 UTC+9 | 19:00 UTC+9     | Yuya Osako 13′ (str.) Junya Ito 61′ | (1 – 0) Rapport |      | Saitama Publik: 11 753 Domare: Abdulrahman Al-Jassim (Qatar) | Saitama Publik: 11 753 Domare: Abdulrahman Al-Jassim (Qatar) |
| 19:00 UTC+9 | 19:00 UTC+9     |                                     |                 |      | Saitama Publik: 11 753 Domare: Abdulrahman Al-Jassim (Qatar) | Saitama Publik: 11 753 Domare: Abdulrahman Al-Jassim (Qatar) |
| 19:00 UTC+9 | 19:00 UTC+9     |                                     |                 |      | Saitama Publik: 11 753 Domare: Abdulrahman Al-Jassim (Qatar) | Saitama Publik: 11 753 Domare: Abdulrahman Al-Jassim (Qatar) |

|              | 27 januari 2022 | Australien                                                            | 4 – 0           | Vietnam | Melbourne Rectangular Stadium                            |                                                          |
| 20:15 UTC+11 | 20:15 UTC+11    | Jamie Maclaren 30′ Tom Rogic 45+2′ Craig Goodwin 72′ Riley McGree 76′ | (2 – 0) Rapport |         | Melbourne Publik: 27 740 Domare: Ko Hyung-jin (Sydkorea) | Melbourne Publik: 27 740 Domare: Ko Hyung-jin (Sydkorea) |
| 20:15 UTC+11 | 20:15 UTC+11    |                                                                       |                 |         | Melbourne Publik: 27 740 Domare: Ko Hyung-jin (Sydkorea) | Melbourne Publik: 27 740 Domare: Ko Hyung-jin (Sydkorea) |
| 20:15 UTC+11 | 20:15 UTC+11    |                                                                       |                 |         | Melbourne Publik: 27 740 Domare: Ko Hyung-jin (Sydkorea) | Melbourne Publik: 27 740 Domare: Ko Hyung-jin (Sydkorea) |

|             | 27 januari 2022 | Saudiarabien          | 1 – 0           | Oman | King Abdullah Sports City                               |                                                         |
| 20:15 UTC+3 | 20:15 UTC+3     | Firas Al-Buraikan 48′ | (0 – 0) Rapport |      | Jeddah Publik: 47 364 Domare: Nawaf Shukralla (Bahrain) | Jeddah Publik: 47 364 Domare: Nawaf Shukralla (Bahrain) |
| 20:15 UTC+3 | 20:15 UTC+3     |                       |                 |      | Jeddah Publik: 47 364 Domare: Nawaf Shukralla (Bahrain) | Jeddah Publik: 47 364 Domare: Nawaf Shukralla (Bahrain) |
| 20:15 UTC+3 | 20:15 UTC+3     |                       |                 |      | Jeddah Publik: 47 364 Domare: Nawaf Shukralla (Bahrain) | Jeddah Publik: 47 364 Domare: Nawaf Shukralla (Bahrain) |

|             | 1 februari 2022 | Japan                             | 2 – 0           | Saudiarabien | Saitama Stadium 2002                                   |                                                        |
| 19:35 UTC+9 | 19:35 UTC+9     | Takumi Minamino 32′ Junya Ito 50′ | (1 – 0) Rapport |              | Saitama Publik: 19 118 Domare: Ko Hyung-jin (Sydkorea) | Saitama Publik: 19 118 Domare: Ko Hyung-jin (Sydkorea) |
| 19:35 UTC+9 | 19:35 UTC+9     |                                   |                 |              | Saitama Publik: 19 118 Domare: Ko Hyung-jin (Sydkorea) | Saitama Publik: 19 118 Domare: Ko Hyung-jin (Sydkorea) |
| 19:35 UTC+9 | 19:35 UTC+9     |                                   |                 |              | Saitama Publik: 19 118 Domare: Ko Hyung-jin (Sydkorea) | Saitama Publik: 19 118 Domare: Ko Hyung-jin (Sydkorea) |

|             | 1 februari 2022 | Oman                           | 2 – 2           | Australien                               | Sultan Qaboos Sports Complex                                                     |                                                                                  |
| 20:00 UTC+4 | 20:00 UTC+4     | Abdullah Fawaz 54′, 89′ (str.) | (0 – 1) Rapport | 15′ (str.) Jamie Maclaren 79′ Aaron Mooy | Muskat Publik: 0 Domare: Mohammed Abdulla Hassan Mohamed (Förenade arabemiraten) | Muskat Publik: 0 Domare: Mohammed Abdulla Hassan Mohamed (Förenade arabemiraten) |
| 20:00 UTC+4 | 20:00 UTC+4     |                                |                 |                                          | Muskat Publik: 0 Domare: Mohammed Abdulla Hassan Mohamed (Förenade arabemiraten) | Muskat Publik: 0 Domare: Mohammed Abdulla Hassan Mohamed (Förenade arabemiraten) |
| 20:00 UTC+4 | 20:00 UTC+4     |                                |                 |                                          | Muskat Publik: 0 Domare: Mohammed Abdulla Hassan Mohamed (Förenade arabemiraten) | Muskat Publik: 0 Domare: Mohammed Abdulla Hassan Mohamed (Förenade arabemiraten) |

|             | 1 februari 2022 | Vietnam                                             | 3 – 1           | Kina         | Mỹ Đình National Stadium                          |                                                   |
| 19:00 UTC+7 | 19:00 UTC+7     | Hồ Tấn Tài 9′ Nguyễn Tiến Linh 16′ Phan Văn Đức 76′ | (2 – 0) Rapport | 90+7′ Xu Xin | Hanoi Publik: 0 Domare: Nawaf Shukralla (Bahrain) | Hanoi Publik: 0 Domare: Nawaf Shukralla (Bahrain) |
| 19:00 UTC+7 | 19:00 UTC+7     |                                                     |                 |              | Hanoi Publik: 0 Domare: Nawaf Shukralla (Bahrain) | Hanoi Publik: 0 Domare: Nawaf Shukralla (Bahrain) |
| 19:00 UTC+7 | 19:00 UTC+7     |                                                     |                 |              | Hanoi Publik: 0 Domare: Nawaf Shukralla (Bahrain) | Hanoi Publik: 0 Domare: Nawaf Shukralla (Bahrain) |

|              | 24 mars 2022 | Australien | 0 – 2           | Japan                   | Stadium Australia                                       |                                                         |
| 20:10 UTC+11 | 20:10 UTC+11 |            | (0 – 0) Rapport | 89′, 90+4′ Kaoru Mitoma | Sydney Publik: 41 852 Domare: Nawaf Shukralla (Bahrain) | Sydney Publik: 41 852 Domare: Nawaf Shukralla (Bahrain) |
| 20:10 UTC+11 | 20:10 UTC+11 |            |                 |                         | Sydney Publik: 41 852 Domare: Nawaf Shukralla (Bahrain) | Sydney Publik: 41 852 Domare: Nawaf Shukralla (Bahrain) |
| 20:10 UTC+11 | 20:10 UTC+11 |            |                 |                         | Sydney Publik: 41 852 Domare: Nawaf Shukralla (Bahrain) | Sydney Publik: 41 852 Domare: Nawaf Shukralla (Bahrain) |

|             | 24 mars 2022 | Vietnam | 0 – 1           | Oman                | Mỹ Đình National Stadium            |                                     |
| 19:00 UTC+7 | 19:00 UTC+7  |         | (0 – 0) Rapport | 65′ Khalid Al-Hajri | Hanoi Domare: Hanna Hattab (Syrien) | Hanoi Domare: Hanna Hattab (Syrien) |
| 19:00 UTC+7 | 19:00 UTC+7  |         |                 |                     | Hanoi Domare: Hanna Hattab (Syrien) | Hanoi Domare: Hanna Hattab (Syrien) |
| 19:00 UTC+7 | 19:00 UTC+7  |         |                 |                     | Hanoi Domare: Hanna Hattab (Syrien) | Hanoi Domare: Hanna Hattab (Syrien) |

|             | 24 mars 2022 | Kina                   | 1 – 1           | Saudiarabien          | Sharjah Stadium                                                                                 |                                                                                                 |
| 19:00 UTC+4 | 19:00 UTC+4  | Zhu Chenjie 82′ (str.) | (0 – 1) Rapport | 45+1′ Saleh Al-Shehri | Sharjah (Förenade Arabemiraten) Domare: Mohammed Abdulla Hassan Mohamed (Förenade arabemiraten) | Sharjah (Förenade Arabemiraten) Domare: Mohammed Abdulla Hassan Mohamed (Förenade arabemiraten) |
| 19:00 UTC+4 | 19:00 UTC+4  |                        |                 |                       | Sharjah (Förenade Arabemiraten) Domare: Mohammed Abdulla Hassan Mohamed (Förenade arabemiraten) | Sharjah (Förenade Arabemiraten) Domare: Mohammed Abdulla Hassan Mohamed (Förenade arabemiraten) |
| 19:00 UTC+4 | 19:00 UTC+4  |                        |                 |                       | Sharjah (Förenade Arabemiraten) Domare: Mohammed Abdulla Hassan Mohamed (Förenade arabemiraten) | Sharjah (Förenade Arabemiraten) Domare: Mohammed Abdulla Hassan Mohamed (Förenade arabemiraten) |

|             | 29 mars 2022 | Japan            | 1 – 1           | Vietnam               | Saitama Stadium 2002                                        |                                                             |
| 19:35 UTC+9 | 19:35 UTC+9  | Maya Yoshida 55′ | (0 – 1) Rapport | 19′ Nguyễn Thanh Bình | Saitama Publik: 44 600 Domare: Ilgiz Tantasjev (Uzbekistan) | Saitama Publik: 44 600 Domare: Ilgiz Tantasjev (Uzbekistan) |
| 19:35 UTC+9 | 19:35 UTC+9  |                  |                 |                       | Saitama Publik: 44 600 Domare: Ilgiz Tantasjev (Uzbekistan) | Saitama Publik: 44 600 Domare: Ilgiz Tantasjev (Uzbekistan) |
| 19:35 UTC+9 | 19:35 UTC+9  |                  |                 |                       | Saitama Publik: 44 600 Domare: Ilgiz Tantasjev (Uzbekistan) | Saitama Publik: 44 600 Domare: Ilgiz Tantasjev (Uzbekistan) |

|             | 29 mars 2022 | Oman                                   | 2 – 0           | Kina | Sultan Qaboos Sports Complex           |                                        |
| 20:00 UTC+4 | 20:00 UTC+4  | Arshad Al-Alawi 12′ Abdullah Fawaz 74′ | (1 – 0) Rapport |      | Muskat Domare: Ko Hyung-jin (Sydkorea) | Muskat Domare: Ko Hyung-jin (Sydkorea) |
| 20:00 UTC+4 | 20:00 UTC+4  |                                        |                 |      | Muskat Domare: Ko Hyung-jin (Sydkorea) | Muskat Domare: Ko Hyung-jin (Sydkorea) |
| 20:00 UTC+4 | 20:00 UTC+4  |                                        |                 |      | Muskat Domare: Ko Hyung-jin (Sydkorea) | Muskat Domare: Ko Hyung-jin (Sydkorea) |

|             | 29 mars 2022 | Saudiarabien                | 1 – 0           | Australien | King Abdullah Sports City                  |                                            |
| 21:00 UTC+3 | 21:00 UTC+3  | Salem Al-Dawsari 65′ (str.) | (0 – 0) Rapport |            | Jeddah Domare: Adham Makhadmeh (Jordanien) | Jeddah Domare: Adham Makhadmeh (Jordanien) |
| 21:00 UTC+3 | 21:00 UTC+3  |                             |                 |            | Jeddah Domare: Adham Makhadmeh (Jordanien) | Jeddah Domare: Adham Makhadmeh (Jordanien) |
| 21:00 UTC+3 | 21:00 UTC+3  |                             |                 |            | Jeddah Domare: Adham Makhadmeh (Jordanien) | Jeddah Domare: Adham Makhadmeh (Jordanien) |

## Omgång 4
|             | 7 juni 2022 | Förenade arabemiraten | 1 – 2           | Australien                           | Ahmad bin Ali Stadium                                  |                                                        |
| 21:00 UTC+3 | 21:00 UTC+3 | Caio Canedo 57′       | (0 – 0) Rapport | 53′ Jackson Irvine 84′ Ajdin Hrustic | Al Rayyan (Qatar) Domare: Ilgiz Tantashev (Uzbekistan) | Al Rayyan (Qatar) Domare: Ilgiz Tantashev (Uzbekistan) |
| 21:00 UTC+3 | 21:00 UTC+3 |                       |                 |                                      | Al Rayyan (Qatar) Domare: Ilgiz Tantashev (Uzbekistan) | Al Rayyan (Qatar) Domare: Ilgiz Tantashev (Uzbekistan) |
| 21:00 UTC+3 | 21:00 UTC+3 |                       |                 |                                      | Al Rayyan (Qatar) Domare: Ilgiz Tantashev (Uzbekistan) | Al Rayyan (Qatar) Domare: Ilgiz Tantashev (Uzbekistan) |